# Slottsstadens läroverk
Slottsstadens läroverk var ett läroverk i Malmö verksamt från 1952 till 1968. 

## Historia
Skolan grundades 1952 som Slottsstadens samrealskola i Malmö  och hade från 1954 ett kommunalt gymnasium .
Skolans namn var från 1960 Slottsstadens läroverk i Malmö. 
I samband med kommunaliseringen 1966 ändrades skolans namn till Slottsstadens gymnasium och efter att gymnasieskolan brutits ut 1968 Slottsstadens skola. Studentexamen gavs från 1957 till 1968 och realexamen från 1955 till 1965.
Skolan ritades 1952 av Bror Thornberg.
Skolan  med sitt högstadium för årskurserna 7 till 9 upppgick 2022 som en enhet i Mellanhedsskolan. 